# Fabiánka
Fabiánka este o arie protejată (arie specială de conservare — SAC, sit de importanță comunitară — SCI) din Slovacia întinsă pe o suprafață de 647,66 ha, integral pe uscat.

## Localizare
Centrul sitului Fabiánka este situat la coordonatele 48°34′24″N 20°32′42″E / 48.573333°N 20.545°E.

## Înființare
Situl Fabiánka a fost declarat sit de importanță comunitară în aprilie 2004 pentru a proteja 4 specii de plante și 11 specii de animale. Situl a fost protejat și ca arie specială de conservare în martie 2004.

## Biodiversitate
Situată în ecoregiunea panonică, aria protejată conține 12 habitate naturale: Tufărișuri subcontinentale peripanonice, Păduri de fag din Europa Centrală dezvoltate pe sol calcaros cu Cephalanthero-Fagion, Pajiști panonice carstice (Stipo-Festucetalia pallentis), Pajiști uscate seminaturale și facies de acoperire cu tufișuri pe substraturi calcaroase (Festuco-Brometalia) (* situri importante pentru orhidee), Pajiști carstice calcaroase sau bazofile, de Alysso-Sedion albi, Păduri panonice cu Quercus pubescens, Păduri de fag Asperulo-Fagetum, Peșteri inaccesibile publicului, Formațiuni de Juniperus communis pe lande sau pajiști calcaroase, Pajiști stepice subpanonice, Fânețe de joasă altitudine (Alopecurus pratensis, Sanguisorba officinalis), Păduri pe pante, grohotișuri și ravene de Tilio-Acerion.
La baza desemnării sitului se află mai multe specii protejate:
- plante (4): clopțelul cu frunze de crin (Adenophora lilifolia), Iris aphylla subsp. hungarica, sisinei (Pulsatilla grandis), dedițelul (Pulsatilla patens)
- păsări (1): presură sură (Emberiza calandra)
- amfibieni (1): izvoraș-cu-burta-galbenă (Bombina variegata)
- mamifere (7): lupul (Canis lupus), râs eurasiatic (Lynx lynx), liliac cu urechi mari (Myotis bechsteinii), liliac comun (Myotis myotis), liliacul mare cu potcoavă (Rhinolophus ferrumequinum), liliacul mic cu potcoavă (Rhinolophus hipposideros), popândău (Spermophilus citellus)
- nevertebrate (2): Duvalius hungaricus, fluturele purpuriu (Lycaena dispar)

Pe lângă speciile protejate, pe teritoriul sitului au mai fost identificate 18 specii de plante, 4 specii de amfibieni, 1 specie de mamifere, 1 specie de nevertebrate, 1 specie de reptile.